# ファミレス2人射殺事件
ファミレス2人射殺事件（ファミレスふたりしゃさつじけん）とは、2005年（平成17年）4月25日に千葉県市原市五井中央西3丁目のファミリーレストラン店内で暴力団員が起こした拳銃発砲事件。

## 概要
2005年（平成17年）4月25日午後8時55分ごろ、千葉県市原市のジョナサン五井店内で、暴力団員同士の慰謝料を巡る交渉がこじれ一方が発砲。相手側の暴力団関係者2人が撃たれ病院に運ばれたが、いずれも死亡した。発砲した側の暴力団員3人は店を出て走って逃走した。事件当時、店内には20名以上の客と店の従業員がおり、発砲した8発の弾丸の一部が周囲のテーブルに着弾していたが、暴力団員以外にけが人はなかった。
後に拳銃で撃たれて死亡した2人の暴力団員は、市原市の職業不詳の男性（当時45歳）と埼玉県草加市の建築業の男性（当時39歳）と判明した。2人とも店外に逃走しようとしたところ、数発の銃弾を浴びて射殺された。店外からは薬莢が発見された。
事件の舞台となったジョナサン五井店はその後閉店しており、建物は解体され跡地にはファミリーマートが立地している。

## 犯人
主犯の暴力団組員M・Y（当時48歳、以下、Mと表記）は、同年5月25日に茨城県稲敷市内にいるのを千葉県警察が発見、殺人・銃刀法違反容疑で逮捕された。
実行犯の暴力団組長H・K（当時56歳、以下、Hと表記）はMの逮捕後、千葉県警察に指名手配されたが、2007年3月8日に水戸市内のコンビニエンスストアにいるところを市原警察署員が発見、本事件の容疑を認めたため、殺人・銃刀法違反容疑で逮捕された。
共犯の一人で暴力団幹部である男X（死亡当時61歳）は4月27日、市原市の工場敷地内に駐車した乗用車内で死亡しているのが発見された。
車内から拳銃1丁が見つかったため、自分の頭を撃って自殺したと見られる。

## 刑事裁判

### Mの裁判
2005年（平成17年）9月12日、千葉地裁（金谷暁裁判長）で被告人Mに関する刑事裁判の第一審初公判が開かれ、罪状認否でMは起訴事実を認めた。
2005年（平成17年）11月14日、論告求刑公判が開かれ、検察官は「一般人を巻き込む可能性もあった上、暴力団特有の反社会的な論理による犯行」としてMに死刑を求刑した。同日の最終弁論で弁護人は「暴力団同士の事件。責任を強く感じている」として寛大な判決を求めて結審した。
2005年（平成17年）12月12日、千葉地裁（金谷暁裁判長）で判決公判が開かれ、裁判長は「一般市民に対する危険をまったく顧みることなく殺害に及び、被告は終始主導的に犯行に加担した」としてMに検察官の求刑通り死刑判決を言い渡した。
2006年（平成18年）10月5日、東京高裁（池田修裁判長）は「一般客に弾丸が直撃する可能性が高かった。罪責は重大だ」として一審・千葉地裁の死刑判決を支持し、弁護人の控訴を棄却した。
2009年（平成21年）6月15日、最高裁第二小法廷（今井功裁判長）は弁護人の上告を棄却する判決を宣告した。その後、同年6月26日付でMに対する死刑判決が確定した。

### Hの裁判
2007年（平成19年）7月13日、千葉地裁（古田浩裁判長）で初公判が開かれ、罪状認否でHは起訴事実を認めた。
2007年（平成19年）8月10日、論告求刑公判が開かれ、検察官は「暴力団特有の論理の下で敢行された、極めて冷酷非情な犯行」としてHに死刑を求刑した。
2007年（平成19年）9月7日、最終弁論が開かれ、弁護人は「被害者が不当な現金要求を繰り返すなど落ち度があった」として情状酌量を求めた上で死刑回避を訴えて結審した。
2007年（平成19年）10月26日、千葉地裁（古田浩裁判長）で判決公判が開かれ、裁判長は「強固な殺意に基づき、残忍かつ執拗で凶悪極まりない。一般市民を巻き添えにする恐れの極めて高い犯行で、厳しい非難に値する」として検察官の求刑通りHに死刑判決を言い渡した。判決では、犯行時、店内に一般客と従業員計20数人がいたことを踏まえて「一般市民を巻き添えにする恐れが極めて高く、地域社会に与えた衝撃は甚大」と指摘した。
2008年（平成20年）9月26日、東京高裁（安廣文夫裁判長）は「極めて危険かつ独善的な犯行で、死刑はやむを得ない」として一審・千葉地裁の死刑判決を支持し、弁護人の控訴を棄却した。
2011年（平成23年）12月15日、最高裁第一小法廷（横田尤孝裁判長）は「市民が巻き添えとなる危険性の高い犯行で、実行役を自ら引き受けるなど重要な役割を果たしており責任は重大だ」として弁護人の上告を棄却する判決を言い渡した。その後、同年12月27日付でHに対する死刑判決が確定した。

## 死刑確定後
2013年（平成25年）4月26日、谷垣禎一法務大臣による死刑執行命令に基づき、東京拘置所で死刑確定者（死刑囚）MとHの両者の死刑が執行された（Mは56歳没、Hは64歳没）。Hは死刑確定からわずか1年4ヶ月と異例の早期執行だった。